# Chimie à haute pression
Le terme « chimie à haute pression » désigne l'ensemble des réactions chimiques qui se déroulent à une pression supérieure à la pression normale (101,3 kPa). 
Le procédé Haber-Bosch en est un exemple typique, la réaction :
N2(g) + 3 H2(g) ⇌ 2 NH3(g) + ΔH
peut se dérouler à TPN, mais le taux de rendement de l'ammoniac peut être augmenté de façon notable en élevant la pression du système. En milieu industriel, cette pression peut atteindre jusqu'à 1 000 MPa.
Cette technologie est aussi à l'œuvre dans le procédé Fischer-Tropsch, la liquéfaction du charbon et la chimie de Reppe.